# Вайт Тауншип (округ Бівер, Пенсільванія)
Вайт Тауншип (англ. White Township) — селище (англ. township) в США, в окрузі Бівер штату Пенсільванія. Населення — 1316 осіб (2020).

## Демографія
Згідно з переписом 2010 року, у селищі мешкали 1394 особи в 625 домогосподарствах у складі 377 родин. Було 681 помешкання
Расовий склад населення:
| - 86,7 % — білих - 8,8 % — чорних або афроамериканців - 0,8 % — азіатів - 0,1 % — корінних американців |

До двох чи більше рас належало 3,2 %. Частка іспаномовних становила 1,2 % від усіх жителів.
За віковим діапазоном населення розподілялося таким чином: 21,4 % — особи молодші 18 років, 62,8 % — особи у віці 18—64 років, 15,8 % — особи у віці 65 років та старші. Медіана віку мешканця становила 39,0 року. На 100 осіб жіночої статі у селищі припадало 93,6 чоловіків;  на 100 жінок у віці від 18 років та старших — 90,9 чоловіків також старших 18 років.
Середній дохід на одне домашнє господарство  становив 51 342 долари США (медіана — 36 765), а середній дохід на одну сім'ю — 61 866 доларів (медіана — 47 250). Медіана доходів становила 35 144 долари для чоловіків та 27 039 доларів для жінок. За межею бідності перебувало 21,1 % осіб, у тому числі 31,1 % дітей у віці до 18 років та 7,0 % осіб у віці 65 років та старших.
Цивільне працевлаштоване населення становило 705 осіб. Основні галузі зайнятості: освіта, охорона здоров'я та соціальна допомога — 27,7 %, роздрібна торгівля — 15,0 %, виробництво — 12,6 %.